# Rusenský Lom
Rusenský Lom nebo také jen Lom (bulharsky Русенски Лом nebo bulharsky Лом) je řeka v severní části Bulharska (Rusenská oblast). Je 197 km dlouhá včetně nejdelší zdrojnice (Bílý Lom). Povodí má rozlohu přibližně 3 000 km².

## Průběh toku
Pod názvem Bílý Lom pramení na severních svazích pohoří Stara planina a protéká krajinou kopcovitých přehůří. Teprve po soutoku s Černým Lomem se nazývá Rusenský Lom. Na dolním toku teče Dolnodunajskou rovinou. Ústí zprava do Dunaje nedaleko města Ruse.

## Vodní režim
Nejvyšších vodních stavů dosahuje na jaře.